# Toamna românească
Toamna românească este un film românesc din 2014 regizat de Matei Budeș.